# Ferencvárosi II. számú Gázgyár
A Ferencvárosi II. számú Gázgyár, gyakran Ferencvárosi Légszeszgyár, Budapesti Légszeszgyár egy budapesti nagyipari létesítmény volt.

## Története
A budapesti gázgyártás az 1850-es években indult meg a Józsefvárosi Gázgyár (a mai II. János Pál pápa téren) felépítése után. Az 1860-as években Budán, majd az akkor még Budapesttől külön álló Újpesten újabb gázgyár épült fel. A termelés és az igények növekedése az 1880-as évekre szükségessé tették újabb gázgyár építését. Ennek helyéül a mai Koppány utca környékét jelölték ki, itt épült fel 1884-ben a Ferencvárosi I. számú Gázgyár. A termelés további növesztése érdekében 1898-ban a szomszédos telken felépült a Ferencvárosi II. számú Gázgyár. Határai régi térképek alapján a Koppány utca – Gubacsi út – a Budapest–Kunszentmiklós-Tass–Kelebia-vasútvonal töltése – mai Külső Mester utca vonala közötti rész volt.
A gázgyár 1884-ben épült fel. 1898–1899-ben a szomszédos telken felépült a Ferencvárosi II. számú Gázgyár. Tervezője Pucher István volt. A II. számú Gázgyár 1923-ig működött. Ebben az időben a korábbi gázgyárak megszüntetésével párhuzamosan új, jóval nagyobb kapacitású gázgyár épült fel Óbudán (Óbudai Gázgyár).
A Ferencvárosi II. számú Gázgyár épületei 1927 körül még álltak, később nagyrészt elbontásra kerültek. Egy régi épülete áll még napjainkban. A terület továbbra is a gázgyárak jogutódja, az MVM Zrt. tulajdonában van, annak dél-pesti telephelyeként működik. A föld ipari szennyezettségének megszüntetése érdekében kármentesítő műszaki beavatkozást hajtottak végre, ennek záródokumentációját és a kármentesítési monitoring tervet a környezetvédelmi hatóság 2018-ban fogadta el.
A telep saját iparvágánnyal rendelkezett. Az összekötő vágány a mai Külső Mester utca nyomvonalát keresztezve jött be a ferencvárosi rendező pályaudvar felől.